# Igazgyöngy Alapítvány
Az Igazgyöngy Alapítvány és Alapfokú Művészetoktatási Intézmény a berettyóújfalui kistérségben működik 1999 óta. Fő tevékenysége a tehetséggondozás és személyiségfejlesztés, különös tekintettel a hátrányos helyzetű gyerekekre. Az alapítvány igazgatója L. Ritók Nóra, aki az alapítvány munkájáról blogot is vezet. 2010-ben az alapítvány elnyerte a Hajdú-Bihar megyei önkormányzat Az év civil szervezete díját. Az alapítvány magánadományokból, pályázatokból és a programjaiból befolyó bevételekből tartja fenn magát és a projektjeit.

## Az alapítvány
Az alapítvány által fenntartott alapfokú művészetoktatási iskola a kistérség 6 településén végez művészeti nevelő munkát, ahova 23 faluból mintegy 670 gyereke érkezik, akiknek 70%-a mélyszegénységben él. Az alapítvány munkatársai ezen kívül nagy figyelmet fordítanak a gyerekek családjainak szociális támogatására, a falvak életkörülményeinek javítására is.
2012 nyarán az alapítvány és az iskola - és velük a helyi projektek - léte veszélybe került, miután az állami kiegészítő támogatásokra benyújtott pályázatuk elbukott. A szervezet működését azonban - a sajtóvisszhang hatására - Balog Zoltán miniszter személyes közbenjárása biztosította. A 2015-ben benyújtott pályázatukat viszont minden indoklás nélkül elutasították
Az alapítvány vezetője 2018 tavaszán közölte, hogy a Düsseldorfban emberi jogi díjat kapott Soros György a díjjal járó 10 ezer eurót a szervezetüknek ajánlotta fel.

## Projektek

### Biobrikett gyártás
Az alapítvány az egyik patronált faluban, Toldon biobrikett-gyártó telepet hozott létre, amivel elnyerték az Unruhe Magánalapítvány SozialMarie pályázatán az első díjat. A biobrikett gyártása a falu téli tüzelőanyag gondjait oldja meg, és meggátolja, hogy a falu lakosainak magánterületről kelljen fát összeszedniük. A programban az önkéntesek mellett már 2 főállású helyi cigány lakos dolgozik.

## Szunó
Az alapítvány Szuno (cigány nyelven álom) elnevezésű projektet indított, melynek keretében helyi cigány lakosok (főleg nők) a gyerekek által a művészeti iskolában rajzolt képek alapján hímzéseket készítenek párnára, szatyrokra, melyeket az alapítvány webshopjában árusítanak. 2012-ben túllépték az 1300 darab egyedi kézművestermék legyártását, bevételük pedig a 4 millió forintot. A Facebookon egy alapítványt népszerűsítő kampány keretében az elkészült munkákhoz egy-egy mesét írt Karafiáth Orsolya, D. Tóth Kriszta, Nyulász Péter, Péterfy Bori és Péterfy Gergely, Both Gabi, Finy Petra, Azurák Csaba, Lackfi János, Tamás Zsuzsa, Hinda Vichi, Süveges Gergő.
A gyermekek rajzaiból egy-egy válogatás jelent meg az Ezredvég folyóirat 2014. évi 3. (május–júniusi), a 2015. évi 2. (március–áprilisi) és a 2016. évi 5. (szeptember–októberi) számában.

## Külső hivatkozás
- Az alapítvány honlapja
- L. Ritók Nóra hivatalos oldala
- L. Ritók Nóra blogja